# Bouchet
Bouchet (okzitanisch Boschet) ist ein südfranzösischer Ort und eine Gemeinde mit 1417 Einwohnern (Stand 1. Januar 2022) im Département Drôme in der Region Auvergne-Rhône-Alpes.

## Lage
Der Ort Bouchet liegt am Fluss Hérin in der ehemaligen Grafschaft Venaissin in einer Höhe von ca. 150 m ü. d. M.; die Städte Bollène und Nyons sind circa 12 Kilometer (Fahrtstrecke) in westlicher Richtung bzw. 27 Kilometer in nordöstlicher Richtung entfernt.

## Bevölkerungsentwicklung
| Einwohner                  | 545 | 1035 | 812 | 532 | 694 | 1364 |
| Quellen: Cassini und INSEE |     |      |     |     |     |      |

Der Bevölkerungsrückgang in der ersten Hälfte des 20. Jahrhunderts ist im Wesentlichen auf den Verlust an Arbeitsplätzen infolge der Reblauskrise und der Mechanisierung der Landwirtschaft zurückzuführen. Der Bevölkerungsanstieg der letzten Jahrzehnte steht dagegen im Zusammenhang mit der relativen Nähe zu der Stadt Bollène und den auf dem Land deutlich günstigeren Immobilienpreisen.

## Wirtschaft
Die Rebflächen des Ortes liegen im Weinbaugebiet des südlichen Rhônetals. Die Weine dürfen unter den Herkunftsbezeichnungen Comtés Rhodaniens, Côtes du Rhône, Côtes du Rhône Villages, Drôme und Méditerranée vermarktet werden. Auch der Weintourismus spielt eine wichtige Rolle im Wirtschaftsleben des Ortes.

## Geschichte
Die mittelalterliche Grundherrschaft (seigneurie) lag zunächst bei den Prinzen von Orange; danach bei der im 12. Jahrhundert von Raimund I. von Les Baux gegründeten Zisterzienserinnenabtei Bouchet, die – wiederholt von räuberischen Banden heimgesucht – später dem Kloster Aiguebelle untergeordnet wurde. In den Hugenottenkriegen der zweiten Hälfte des 16. Jahrhunderts wurden Ort und Kloster von den Protestanten verwüstet.

## Sehenswürdigkeiten
- Von der ehemaligen Abtei sind nur wenige Teile erhalten, darunter die äußerst schlichte apsislose Kirche. Bemerkenswert ist ein Renaissanceportal mit Muschelnische und seitlichen Zierobelisken aus dem 16. Jahrhundert. Zwei Räume, darunter das ehemalige Dormitorium aus dem 13. Jahrhundert wurden bereits im Jahr 1932 als Monument historique anerkannt.[2]
- Die – mit Ausnahme der in neoklassischen Formen gestalteten Fassade – aus Bruchsteinen errichtete Kapelle Saint-Sébastien stammt aus dem 17. Jahrhundert. Sie wurde im Jahr 1972 als Monument historique anerkannt.[3]
- Im Ort steht ein überdachtes Waschhaus (lavoir).

## Persönlichkeiten
- Bertrand de Garrigues, ein Begleiter des hl. Dominikus, starb im Jahr 1230 in der Abtei.

## Gemeindepartnerschaften
- Die Gemeinde Bouchet unterhält seit 1991 eine Partnerschaft mit der Ortsgemeinde Nieder-Hilbersheim im Landkreis Mainz-Bingen in Rheinland-Pfalz.